# Jan Chrystofor Piłsudski
Jan Chrystofor Piłsudski herbu własnego – starosta czerakowski w 1787 roku i starosta wiśniański, członek konfederacji targowickiej w 1792 roku.
W 1792 roku został kawalerem Orderu Świętego Stanisława.